# 血液性毒劑
血液性毒剂是一类有毒的化学武器，进入身体后会被血液吸收。血液毒剂的效果快速、可能致命，通常在室温下表现为具有微弱气味的挥发性无色气体。它们通常是氰化物或砷化合物。

## 暴露
血液性毒剂通过吸入或摄入引起作用。作为一类化学武器，血液性毒剂通常以气溶胶的形式传播并通过吸入起到作用。由于它们的挥发性，它们在封闭环境下的毒性比开放环境下强。
氰化物在自然环境和香烟烟雾中少量产生。它们还用于多种工业过程，并用作杀虫剂。合成纤维或聚氨酯燃烧时会释放氰化物，因此可能导致与火灾有关的死亡。砷化氢可由砷和酸反应而成，用于农药和半导体工业。大多数接触砷化氢的案例是在工作场所意外发生的。

## 症状
血液性毒剂中毒的症状取决于浓度和暴露时长。
基于氰化物的血液性毒剂会刺激眼睛和呼吸道，而砷化氢则无刺激性。氢氰酸有一种淡淡的、苦涩的杏仁味，只有大约一半的人能闻到。砷化氢有一种非常微弱的大蒜气味，只有在高于致命浓度时才能检测到。
暴露于少量的氰化物并没有影响。较高的浓度会导致头晕、虚弱和恶心，这些会随着暴露停止而停止，但长时间暴露会导致轻微症状，随后会导致永久性脑损伤和肌肉麻痹。暴露于中等剂量会导致更强烈和更持久的症状，包括头痛，随后可能会出现抽搐和昏迷。更强或更长时间的暴露也会导致抽搐和昏迷。非常大剂量的暴露会在几秒钟内引起严重的毒性，并迅速死亡。
被血液性毒剂杀死的人的血液是鲜红色的，因为这些毒剂会抑制身体细胞对氧气的使用。氰化物中毒可以被血液中的硫氰酸盐或氰化物、苦杏仁味或是氯化氰中毒导致的呼吸道炎症和充血检测到。没有专门测试砷化氢中毒的测试，但它可能在受害者的呼吸中留下大蒜味。

## 效果
在足够的浓度下，血液性毒剂可以在几分钟或几秒钟内迅速使血液饱和，导致死亡。它们会导致剧烈的喘息、剧烈的抽搐和可能需要几分钟的痛苦死亡。血液性毒剂直接的死因通常是呼吸衰竭。
血液性毒剂在细胞上起作用，它们通过阻止血液和身体的细胞之间氧气和二氧化碳的交换，导致细胞因缺氧而窒息。基于氰化物的血液性毒剂会通过中断线粒体内膜中的电子传递链来实现其毒性。砷化氢会直接损害将氧气输送到全身的红血球。

## 检测与对策
以试剂盒或测试条的形式来化学检测氢氰酸的方法是存在的。普通衣服可以提供一些保护，但建议使用适当的防护服和口罩。仅含木炭的口罩过滤器无效，因为过滤器很快就会饱和。
由于其高挥发性，氰化物毒剂通常不需要去污。在封闭区域中，用灭火器喷洒碳酸钠可以净化氢氰酸，但由此产生的金属盐在接触时仍然有毒。液态氢氰酸可以被水冲走。
氰化物中毒可以被解毒剂治疗。

## 血液性毒剂列表
下表中列出了具有军事意义的血液性毒剂，数据取自莱德加德。这些值在1到10之间评级。
| 毒剂     | 描述                                                                                 | 熔沸点         | 作为血液性毒剂的有效度 | 在开放环境的持久性 | 在封闭环境的持久性 | 场地稳定性 | 储存稳定性 | 作为血液性毒剂的毒性 |
| -------- | ------------------------------------------------------------------------------------ | -------------- | ---------------------- | ------------------ | ------------------ | ---------- | ---------- | -------------------- |
| 氢氰酸   | 无色气体或液体，有杏仁味，燃烧时为蓝色火焰                                           | -13 / 26 °C    | 10                     | 2                  | 9                  | 10         | 8          | 10                   |
| 氰气     | 无色气体，有杏仁味，燃烧时为蓝色边框的粉红色火焰                                     | -28 / -21 °C   | 9                      | 2                  | 9                  | 8          | 7          | 9                    |
| 氯化氰   | 无色气体或液体，有刺鼻的气味，可溶于水和醇                                           | -6 / 14 °C     | 8                      | 3                  | 9                  | 9          | 9          | 8                    |
| 溴化氰   | 无色针状或立方晶体，容易挥发，因此作为武器的用途有限                                 | 52 / 62 °C     | 9                      | 5                  | 8                  | 5          | 6          | 8                    |
| 砷化氢   | 无色气体，有大蒜味，微溶于水                                                         | -117 / -62 °C  | 9                      | 3                  | 8                  | 5          | 9          | 9                    |
| 乙烯基胂 | 无色液体，有刺激性和苦味，微溶于水，也用作糜烂性毒剂。                               | 124 °C（沸点） | 7                      | 7                  | 9                  | 8          | 9          | 6                    |
| 光气     | 无色气体或微黄色液体，有发霉的干草味，微溶于水，可溶于大部分溶剂，也用作窒息性毒剂。 | -118 / 8       | 10                     | 6                  | 9                  | 5          | 8          | 6                    |

氰化钠和氰化钾都是类似糖的无色晶体，也可用作血液性毒剂。一氧化碳技术上也可以称为血液性毒剂，因为它会与血液中的携氧血红蛋白结合（参见一氧化碳中毒），但它的高挥发性使得作为化学武器并不现实。
最早提出的化学武器之一——二甲砷氧或卡戴特的发烟液体，也有血液性毒剂的性质。在克里米亚战争期间，它和显着更有效的血液毒剂二甲基氰化砷一起被提议作为大英帝国的化学武器。

## 用处
血液性毒剂最重要的实际应用是纳粹德国在毒气室中使用氢氰酸（齐克隆B）进行纳粹大屠杀。由于使用了化学武器，这导致了迄今为止最大的死亡人数。